# Andre Berto
Andre Mike Berto (Miami, 7 settembre 1983) è un pugile haitiano, ex campione WBC dei pesi welter.
Ha rappresentato la sua Nazione ai Giochi di Atene nel 2004. Il 21 giugno 2008 ha conquistato la sua prima corona mondiale, la cintura WBC dei pesi welter, per KO tecnico ai danni di Miguel Rodriguez.